# Squamanotoxus balsasensis
Squamanotoxus balsasensis är en skalbaggsart som först beskrevs av Werner 1962.  Squamanotoxus balsasensis ingår i släktet Squamanotoxus och familjen kvickbaggar. Inga underarter finns listade i Catalogue of Life.